# علي العلياني (لاعب كرة قدم)
علي العلياني لاعب كرة قدم سعودي ، يلعب في خط الهجوم .
لعب سابقاً لأندية أبها والتعاون و ضمك .